# Кастел д'Алферо (Форли-Чезена)
Кастел д'Алферо (итал. Castel d'Alfero) је насеље у Италији у округу Форли-Чезена, региону Емилија-Ромања.
Према процени из 2011. у насељу је живело 6 становника. Насеље се налази на надморској висини од 623 м.